# Gerhard Marcks
Pour les articles homonymes, voir Marcks.
Gerhard Marcks (né à Berlin en 1889 - mort en 1981 à Burgbrohl) est un sculpteur allemand. Beaucoup de ses sculptures se trouvent sur l'espace public. La plus célèbre d'entre elles représente les Musiciens de Brême.

## Biographie
Gerhard Marcks est un élève d'August Gaul et de Georg Kolbe. En  1907, il entre dans l'atelier de peinture de Richard Scheibe (de), à Berlin puis, à la demande de Gropius, participe en 1914 à l'exposition du Werkbund de Cologne. Après la guerre, en 1918, Marcks enseigne à la Kunstgewerbeschule de Berlin. De 1919 à 1925, il dirige l'atelier de poterie au Bauhaus. Il enseigne ensuite à l’École des Arts Appliqués de Halle. À partir de 1933, Marcks est révoqué par les nazis et il lui est interdit d'exposer.
En 1944, il retourne à Mecklenburg après le bombardement de son atelier de Berlin.
Deux ans plus tard, il est nommé professeur à l'École des Beaux Arts de Hambourg et ce jusqu'en 1950.
Entre 1946 et 1948, il crée différentes sculptures pour l’église Sainte-Catherine à Lubeck en complément de la façade commencée par Ernst Barlach.

## Expositions
- Pour son soixantième anniversaire, plusieurs expositions rétrospectives lui sont consacrées notamment à Hambourg, Stuttgart et Munich.
- Exposition rétrospective au musée Rodin, Paris.

## Sculptures en plein air (exemples)
- Sculpture en marbre « La Mère » (en allemand : Die Mutter) dans la rotonde du cimetière militaire allemand de Bourdon